# Coelorachis glandulosa
Coelorachis glandulosa är en gräsart som först beskrevs av Carl Bernhard von Trinius, och fick sitt nu gällande namn av Otto Stapf och Henry Nicholas Ridley. Coelorachis glandulosa ingår i släktet Coelorachis, och familjen gräs. Inga underarter finns listade i Catalogue of Life.